# Wilhelm Lehmbruck

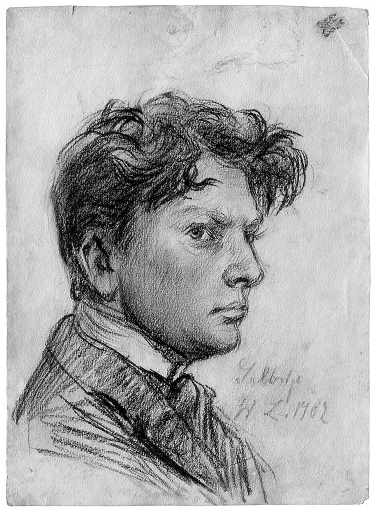
Autoritratto di Wilhelm Lehmbruck (1902)

Wilhelm Lehmbruck (Duisburg, 4 gennaio 1881 – Berlino, 25 marzo 1919) è stato uno scultore e pittore tedesco.

## Biografia
Ha studiato a Düsseldorf verso la fine del 1800 come allievo e poi tra il 1910 ed il 1914 in Accademia. Dal 1914 visse a Parigi. Qui si formò grazie al maestro Aristide Maillol, anche se lavorò anche al fianco di Constantin Brâncuși, André Derain e Amedeo Modigliani.
Fu tra i maggiori artisti interpreti della crisi della sua epoca, dovuta alla disperazione per una guerra alle porte e per l'avanzamento del nazismo. Le sue opere furono dichiarate arte degenerata ai tempi proprio dei nazisti, ma sono state conservate. Gran parte di esse si trova al museo di Duisburg che prende tra l'altro il suo nome.
Tra il 1915 ed il 1916 lavora come paramedico nell'ospedale di Berlino.
È morto suicida il 25 marzo 1919.

## Alcune opere
- Donna in ginocchio (1911)
- Adolescente che sale (1913)
- Orante (1917)